# Svenne Hedlund

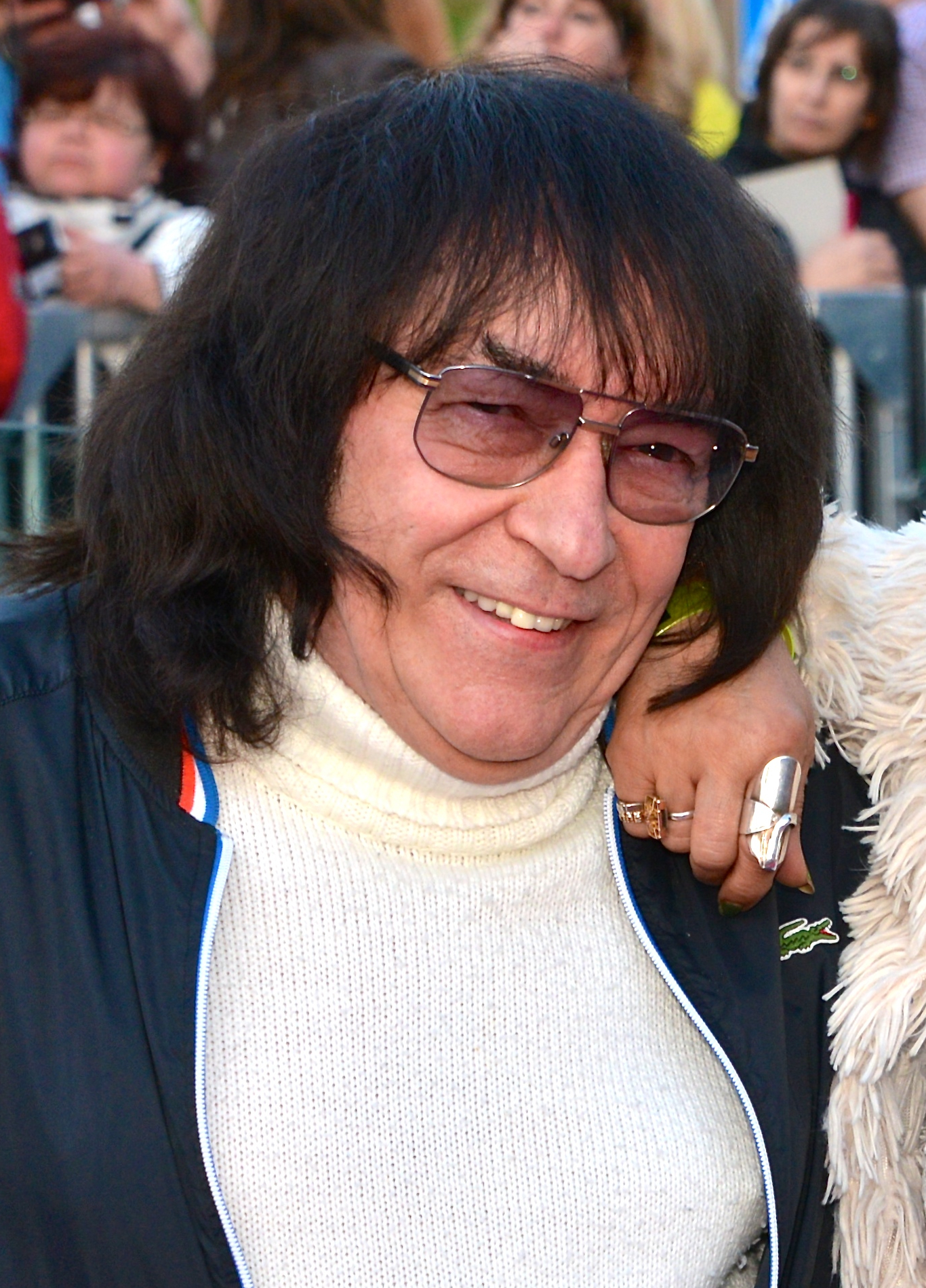
Hedlund (2013)

Sven Ove „Svenne“ Hedlund (* 1. März 1945 in Solna; † 3. Dezember 2022 in Värnamo) war ein schwedischer Rock- und Popsänger.

## Karriere
Hedlund war in den 1960er Jahren Sänger und Frontmann der damals in Skandinavien recht erfolgreichen schwedischen Rockband The Hep Stars, der auch Benny Andersson angehörte. 1969 verließ Hedlund die Hep Stars und tourte gemeinsam mit den beiden späteren ABBA-Mitgliedern Benny Andersson und Björn Ulvaeus sowie seiner amerikanischen Ehefrau Charlotte Jean Walker (* 10. März 1944), genannt „Lotta“, durch die schwedischen Folkparks. Ab 1970 bildete er zusammen mit seiner Ehefrau Lotta das in Schweden damals erfolgreiche Gesangsduo Svenne & Lotta, das bei Polar Music unter Vertrag stand und von Benny Andersson und Björn Ulvaeus produziert wurde.
Er starb im Dezember 2022 mit 77 Jahren, nachdem er sich während einer Tournee mit COVID-19 infiziert hatte.

## Diskografie (Auswahl)
| Jahr | Titel                         | Höchstplatzierung, Gesamtwochen, AuszeichnungChartsChartplatzierungen (Jahr, Titel, Platzierungen, Wochen, Auszeichnungen, Anmerkungen) | Anmerkungen |
| Jahr | Titel                         | SE | Anmerkungen |
| ---- | ----------------------------- | --- | ----------- |
| 2010 | Svenne Sings Elvis in Memphis | SE23 (4 Wo.)SE |             |